# Cianhidrină

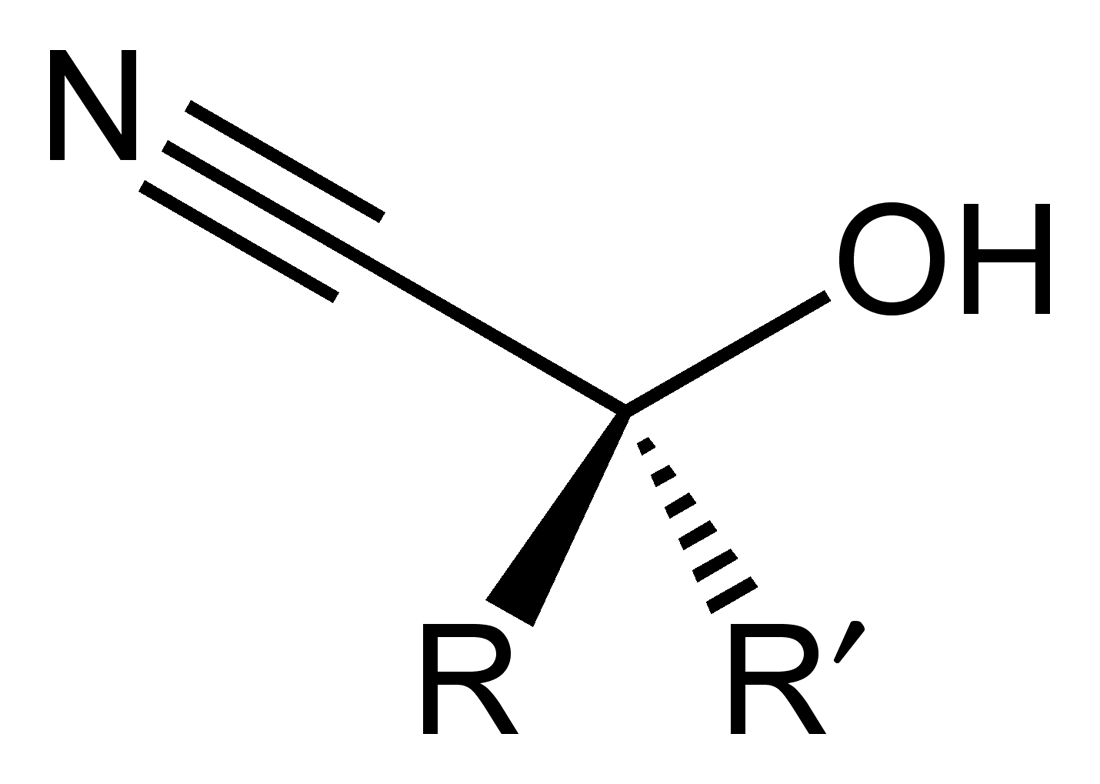
Structura generală a unei cianhidrine;

O cianhidrină este o grupă funcțională din compușii organici în care o grupă cian și o grupă hidroxil sunt legate la același atom de carbon. Formula generală este R2C(OH)CN, unde R este un atom de hidrogen, radical alchil sau aril. Cianhidrinele sunt precursori importanți ai acizilor carboxilici și ai unor aminoacizi. 
Un exemplu de astfel de compus este cianhidrina acetonei, cu formula (CH3)2C(OH)CN.

## Obținere
Pot fi obținute prin reacționarea unei cetone sau aldehide cu acid cianhidric (HCN) în prezență de cianură de sodiu (NaCN) în exces, ca și catalizator:
{\displaystyle {\ce {RR'C=O + HCN -> RR'C(OH)CN}}}